# 乌蒙绿绒蒿
乌蒙绿绒蒿（学名：Meconopsis wumungensis），为罂粟科绿绒蒿属下的一个种。